# Meg Donnelly
Meg Elizabeth Donnelly (Nova York, 25 de juliol de 2000) és una actriu estatunidenca. Va interpretar a Ash a la sèrie de comèdia de Netflix Team Toon, Taylor Otto a la comèdia d'ABC American Housewife i Addison a la pel·lícula original de Disney Channel Zombies del 2018 i les seues seqüeles, Zombies 2, Zombies 3 i Zombies 4 the dawn of the vampires

## Biografia
Donnelly va néixer a la ciutat de Nova York i va créixer a Peapack-Gladstone, Nova Jersey. És filla única. Va començar a formar-se en veu, dansa i interpretació a l'Annie's Playhouse School of Performing Arts a Far Hills, Nova Jersey als sis anys. Ha aparegut com a vocalista destacada en diverses produccions de Kids of the Arts, Broadway Kids i Time To Shine a la ciutat de Nova York.
Donnelly va protagonitzar Ash a la sèrie de Netflix Team Toon del 2013. Va ser la cara estatunidenca de la campanya Awkward to Awesome del 2015 de Clean and Clear, i va ser la substituta del paper de Louisa von Trapp a l'especial de televisió de la NBC The Sound of Music Live!. També va aparéixer al llargmetratge The Broken Ones que es va estrenar al Festival Internacional de Cinema SOHO 2017.
Donnelly va interpretar el paper protagonista de Taylor Otto a la comèdia d'ABC American Housewife del 2016 al 2021. El 5 d'agost del 2018, Donnelly va publicar el seu primer senzill, "Smile". L'1 de març de 2019, Donnelly va publicar el segon, "Digital Love".
Protagonitza Addison a la pel·lícula original de Disney Channel musical Zombies que es va estrenar el 16 de febrer de 2018. El febrer de 2019, es va anunciar que Donnelly repetiria el seu paper d'Addison per a una seqüela de Zombies, Zombies 2, que es va estrenar a Disney Channel el 14 de febrer de 2020. Una tercera entrada de la sèrie, Zombies 3, es va publicar el juliol i l'agost de 2022 a Disney+ i Disney Channel, respectivament.
El març de 2022 va ser elegida per a interpretar el paper coprotagonista de Mary Campbell al spin-off de Supernatural, The Winchesters de The CW.